# Michel Hoguet
Michel Hoguet, né le 11 février 1910 à Amiens (Somme) et mort le 19 février 1997 à Nogent-le-Rotrou (Eure-et-Loir), est un homme politique français.

## Biographie
- Père de Patrick Hoguet, lui-même devenu député
- Initiateur de la loi portant son nom, encadrant des professions immobilières
- Maire de Nogent-le-Rotrou de 1958 à 1965.

## Député
- 30/11/1958 - 09/10/1962 : Eure-et-Loir - Union pour la nouvelle République[1]
- 25/11/1962 - 02/04/1967 : Eure-et-Loir - Union pour la nouvelle République-UDT[2]
- 12/03/1967 - 30/05/1968 : Eure-et-Loir - Union démocratique pour la V° République[3]
- 23/06/1968 - 01/04/1973 : Eure-et-Loir - Union des démocrates pour la République[4]